# Казачий лейб-гвардии полк
Казачий лейб-гвардии Его Величества полк — лейб-гвардейское казачье формирование (воинская часть, полк) Русской императорской гвардии.
Традиционно пополнялся донскими низовыми казаками: казаками с Нижнего Дона (в Атаманском полку служили верховые казаки). Укороченное наименование формирования — Казачий лейб-гвардии полк.

## История
- 7 ноября 1796 — Сформирован из казачьего эскадрона гатчинских войск, Донской и Чугуевской придворных казачьих команд, гусарского полка гатчинских войск и лейб-гусарского эскадрона лейб-гвардии Гусарский казачий полк.
- 14 ноября 1796 — Полку пожалованы права и преимущества Старой гвардии.
- 27 января 1798 — Лейб-гвардии Гусарский казачий полк разделен на лейб-гвардии гусарский и лейб-гвардии казачий полки.
- 1799 — Одно из подразделений полка участвовало в высадке десанта в Голландии.
- 1805 — В Аустерлицком сражении отбросил кавалерию французов, оказав помощь лейб-гусарам и кавалергардам, прикрывавшим гвардейскую пехоту. В составе арьергарда Багратиона до поздней ночи прикрывал отступление русской пехоты.
- 1807 — Участвовал в сражениях при Гутштадте и Фридланде.
- 1808—1809 — два эскадрона полка участвовали в русско-шведской войне. При взятии Гельсингфорса отбили у шведов 18 орудий, участвовали в осаде крепости Свеаборг.
- 18 мая 1811 — Приписана вновь сформированная Черноморская казачья сотня.

### Отечественная война 1812 года и Заграничный поход
В составе четырёх эскадронов (3 донских и 1 черноморский) полк участвовал в Отечественной войне (1-я Западная армия, I кавалерийский корпус генерал-лейтенанта Ф. П. Уварова).
В ночь на 12 (24) июня полк участвовал в перестрелке с французами у переправы на р. Неман. После переправы Наполеона через Неман лейб-казаки прикрывали отступление российской армии и с 14 по 23 июля сражались без перерыва с наступавшим французским авангардом. 15 июля в сражении под Витебском полк успешно атаковал французскую батарею: «лейб-казаки первые ходили несколько раз в атаку. В одной из них отборные донцы налетели на батарею, возле которой стоял Наполеон, и произвели такую тревогу вокруг его, что он остановил на некоторое время свои действия».
Лейб-казаки сражались в 2-х дневном сражении под Смоленском и при Валутиной горе.
26 августа (7 сентября) полк отличился в Бородинском сражении, участвуя в атаке Платова и Уварова на левый фланг французов. При отступлении армии к Москве лейб-казаки находились в арьергарде Платова и неоднократно останавливали натиск противника. 2 (14) сентября три эскадрона полка, отрезанные от арьергарда, присоединились к отряду генерала Винценгероде, который прикрывал путь к Петербургу. Черноморская сотня и сборный эскадрон, бывший при графе Орлове-Денисове, остались в главной армии и принимали участие в сражениях при Тарутине, Мароярославце, Вязьме, у Ляхова и при Красном. В конце декабря 1812 полк соединился вместе и расположился в окрестностях Вильно.
После прибытия Императора Александра I полк составил императорский конвой, и сопровождал Государя во всех походах и сражениях 1813—1814 годов.
8 мая 1813 года в бою при Баутцене один из эскадронов был назначен в состав отряда гр. Орлова-Денисова и произвел несколько атак.
4 октября 1813 — полк отличился в Лейпцигской битве, атакой на французских кирасир Латур-Мобура, чем спас от пленения императора Александра I и выручил русскую лёгкую гвардейскую кавалерию, атакованную неприятелем на марше и не успевшую построиться. Награждён Георгиевским штандартом и серебряными трубами.
13 марта 1814 — В сражении при Фер-Шампенуазе сотня полка в составе гвардейской легко-кавалерийской дивизии прорвалась в тыл наступающих войск Мортье и Мармона у деревни Ворефруа, заставив противника отступить, затем участвовала в схватке с французской кавалерией у деревни Ленаре и атаковала каре Мортье и Мармона на высотах Линта. 19 марта 1814 года полк торжественно вступил в Париж и расположился биваком на Елисейских полях. Казаки полка сопровождали Наполеона на о-в Эльба.
В составе полка находился Крымскотатарский эскадрон, в это престижное подразделение офицеров набирали из родовитых крымских мурз и беев.
Им командовали полковник князь Адиль-бей Балатуков, в 1828-1831 - полковник князь Ахмет-бей Хункалов.

### 1815—1900
7 апреля 1828 года полк выступил в поход против турок и, перейдя Дунай, участвовал в осаде Варны. 2 эскадрона находились при главной квартире и, составляя конвой императора Николая I, имели горячую стычку с неприятелем 14 июля при селении Мадиру. В 1829 году полк занимал кордонную линию по Днестру вследствие появившейся в Бессарабии чумы и только 8 ноября 1830 возвратился в Петербург.
- В 1831 г. лейб-казаки участвовали в подавлении польского мятежа.
- 8 марта 1832 — К полку причислен лейб-гвардии Крымско-Татарский эскадрон (упразднён 10 июня 1863).
- 1 июля 1842 — Лейб-гвардии Черноморский эскадрон переформирован в дивизион. Во время войны 1853—1856 г. он находился в составе Балтийского корпуса и содержал наблюдательные посты на южном берегу Финского залива. 2 февраля 1861 года Лейб-гвардии Черноморский дивизион был упразднён, часть его поступила на сформирование Собственного Е. И. В. Конвоя.
- 14 августа 1872 г. император Александр II, желая ознаменовать свой приезд на Дон присвоил полку наименование Его Величества.
- 14 октября 1874 — Из 1-х дивизионов лейб-гвардии Казачьего и лейб-гвардии Атаманского полков сформирован лейб-гвардии Сводный казачий полк, который 11 мая 1877 года выступил в поход против Турции. 19 июня 1877 — Из 2-х дивизионов лейб-гвардии Казачьего и лейб-гвардии Атаманского полков, прибывших со льготы, был сформирован 2-й лейб-гвардии Сводный казачий полк, который также выступил в поход против Турции. Оба дивизиона принимали участие в боях с турками, а с 28 сентября состояли в конвое при верховном главнокомандующем Великом Князе Николае Николаевиче.
- 13 марта 1884 Лейб-гвардии Сводный казачий полк был упразднён и восстановлены лейб-гвардии Казачий Его Величества и лейб-гвардии Атаманский Его Высочества Наследника Цесаревича полки.

- Рядовые Л.-Гв. Казачьего полка и Л.-Гв. Черноморского Казачьего дивизиона. 1855 г.[5]
- Л.-Гв. Казачий полк  (Походная форма), 1867 г.[6]
- Генерал-Адъютант, Обер-Офицер Лейб-Гвардии Казачьего Его Величества полка и Казак полевых конных полков Уральского Казачьего войска. 1883 г.[7]
- Чины Крымскотатарского эскадрона российской императорской гвардии, К. Ф. Шульц, 1850.
- Унтер-офицер Лейб-Гвардии Казачьего полка, середина XIX века (1883 год)[8].

### Первая мировая и гражданская войны
- 1914—1918 — участвовал в Первой мировой войне.
- 4 марта 1917 — Лейб-гвардии Казачий полк.
- Март 1918 — фактическое расформирование полка.
- 1918 — заново сформирован в составе Донской армии (Всевеликое Войско донское).
- 1919—1920 — действовал в составе Русской армии генерала Врангеля в Крыму.
- Ноябрь 1920 — Лейб-гвардии Казачий дивизион (остров Лемнос).
- 1921 — Лейб-гвардии казачий полк.

После окончания Гражданской войны, в 1924 году, было сформировано Объединение Лейб-Гвардии Казачьего Его Величества полка (среди Председателей — генералы Шатилов П. Н., Оприц И. Н., Фарафонов В. И., Поздеев К. Р., а также войсковой старшина Дубенцев Б. Ф., полковник Греков В. Н. и сотник Рудухин А.А. /2 последних не служили в Русской армии/).
Маршем полка был марш Мендельсона, что явилось высочайшей волей Александра II, увидевшего во время Балканской войны, как казаки идут на войну против турок.
Потери полка в борьбе с большевиками за время гражданской войны составили 17 офицеров.

## Форма 1914 года

### Мундир
Мундир (парадный), погоны, шлык, тулья — алый, мундир(повседневный), чекмень, околыш, выпушка тульи — тёмно-синий, эполеты, металлический прибор — серебряный.

## Шефы полка
- 07.11.1796 — 24.01.1798[9] — подполковник (с 08.11.1796 полковник, с 12.11.1796 бригадир, с 28.12.1796 генерал-майор) Кологривов, Андрей Семёнович
- 09.11.1800 — 04.01.1801 — генерал от кавалерии Денисов, Фёдор Петрович

## Командиры полка
(Командующий в дореволюционной терминологии означал временно исполняющего обязанности начальника или командира).
- 24.01.1798 — 10.03.1799 — генерал-лейтенант (с 06.04.1798 генерал от кавалерии) Денисов, Фёдор Петрович
- 10.03.1799 — 11.03.1799 — генерал-майор Орлов, Алексей Петрович
- 11.03.1799 — 18.03.1800 — генерал от кавалерии Денисов, Фёдор Петрович
- 04.01.1801 — 30.12.1802 — генерал-майор Орлов, Алексей Петрович
- 30.12.1802 — 21.07.1808 — полковник (с 24.05.1807 генерал-майор) Чернозубов, Пётр Абрамович
- 21.07.1808 — 03.10.1827 — генерал-майор (с 29.01.1811 генерал-адъютант, с 15.09.1813 генерал-лейтенант, с 22.08.1826 генерал от кавалерии) граф Орлов-Денисов, Василий Васильевич
  - 19.02.1816 — 19.02.1818 — командующий полковник (с 12.12.1816 генерал-майор) Ефремов, Иван Ефремович
  - 30.08.1825 — 06.12.1827 — командующий генерал-майор Ефремов, Иван Ефремович
- 06.12.1827 — 01.01.1833 — генерал-майор (с 25.06.1829 генерал-лейтенант) Ефремов, Иван Ефремович
- 01.01.1833 — 10.02.1836[10] — генерал-майор Николаев, Степан Степанович
  - 20.10.1833 — 04.10.1837 — командующий генерал-майор Кононов, Александр Николаевич
- 04.10.1837 — 04.02.1842 — генерал-майор Кононов, Александр Николаевич
- 04.02.1842 — 11.04.1843 — генерал-майор Кузнецов, Михаил Михайлович
- 11.04.1843 — 09.09.1848 — генерал-майор Краснов, Иван Иванович
- 09.09.1848 — 09.02.1850 — генерал-майор (с 03.04.1849 генерал-лейтенант) Янов, Александр Петрович
- 09.02.1850 — 26.08.1856 — генерал-майор Андриянов, Алексей Иванович
- 09.09.1856 — 26.02.1872 — полковник (с 30.08.1861 генерал-майор, с 04.10.1863 в Свите Е. И. В.) Шамшев, Иван Иванович
- 26.02.1872 — 26.02.1886 — полковник (с 22.07.1872 флигель-адъютант, с 26.02.1878 генерал-майор Свиты Е. И. В.) Жеребков, Алексей Герасимович
- 26.02.1886 — 13.04.1889 — генерал-майор Иловайский, Иван Васильевич
- 11.05.1889 — 04.02.1893 — генерал-майор Короченцов, Василий Петрович
- 04.02.1893 — 24.02.1895 — полковник (с 30.08.1893 генерал-майор) Варламов, Семён Николаевич
- 08.03.1895 — 04.03.1899 — полковник (с 06.12.1895 генерал-майор) Новосильцов, Антон Васильевич
- 09.04.1899 — 21.04.1902 — генерал-майор Дембский, Константин Варфоломеевич
- 28.04.1902 — 18.06.1904 — генерал-майор Бернов, Эммануил Иванович
- 30.06.1904 — 10.02.1907 — генерал-майор Родионов, Алексей Викторович
- 22.04.1907 — 31.12.1913 — генерал-майор Пономарёв, Георгий Логгинович
- 31.12.1913 — 24.01.1915 — генерал-майор (с 23.01.1914 в Свите Е. И. В.) Орлов, Иван Давыдович
- 24.01.1915 — 26.12.1915 — флигель-адъютант полковник (с 22.03.1915 генерал-майор свиты Е. И. В) Орлов, Пётр Петрович
- 26.12.1915 — 22.09.1917 — полковник (с 10.04.1916 генерал-майор) Греков, Александр Митрофанович
- 22.09.1917 — хх.03.1918 — полковник Мишарев, Александр Андреевич
- 04.09.1918 — 06.04.1919 — полковник Дьяков, Василий Авраамович
- 06.04.1919 — 05.03.1920 — полковник (c хх.10.1919 генерал-майор) Фарафонов, Владимир Иванович
- 08.06.1920 — хх.хх.хххх — полковник Поздеев, Константин Ростиславович
- хх.11.1920 — 1921 — генерал-майор Оприц, Илья Николаевич, он же в эмиграции и до смерти (август 1964) был командиром дивизиона Л.Гв. Казачьего полка, воссозданного в России приказом Атамана Федорова Н. В.

## Боевые отличия
1. Георгиевский штандарт с Андреевской юбилейной лентой и надписями: «За отличие при поражении и изгнании неприятеля из пределов России в 1812 году и за подвиг, оказанный в сражении при Лейпциге 4-го Октября 1813 года» и «1775-1796-1875»; на ленте: «1775 г. придворные Донская и Чугуевская казачьи команды», «1793 г. казачий полк Гатчинских Его Императорского Высочества Наследника Цесаревича войск», «1817 г. за отличие при поражении и изгнании неприятеля из пределов России в 1812 году и за подвиг, оказанный в сражении при Лейпциге 4-го Октября 1813 года», «1872 г. Лейб-Гвардии Казачий Его Величества полк»; на банте: «1875 год». Первая надпись пожалована 22.03.1817 г., остальные — 20.04.1875 г. (Выс. гр. от 19.03.1826 г. и 20.04.1875 г.) Штандарт был вывезен по окончании Гражданской войны за рубеж, ныне находится в Лейб-Казачьем музее-собрании под Парижем в Курбевуа[11].
2. 22 серебряные трубы с надписью: «За отличия против неприятеля в минувшую кампанию 1813 года» (Выс. пр. от 15.06.1813 г., Выс. гр. от 4.06.1826 г.)
3. Знаки на головные уборы с надписями:
  1. в 1-й, 3-й и 4-й сотнях — «За отличие в Турецкую войну 1877 и 1878 годов»,
  2. во 2-й сотне — «За Ловчу 5-го Июля 1877 года».

## Полковой праздник
Полковой праздник — 4 октября, день св. Иерофея

## Внешний вид
Полк укомплектовывался бородатыми широкоплечими невысокими шатенами и брюнетами. Общая полковая масть коней — гнедая (у трубачей серая).
Рядовые носили красные полукафтаны и темно-синие шаровары без лампасов. На красном воротнике и обшлагах желтые гвардейские петлицы. Вместо погон — желтые гарусные (шерстяные) эполеты уланского типа. Чепраки и подушки на седлах красные с жёлтой обкладкой.

## Музей полка
Музей полка полностью эвакуировали из Петрограда в 1917 г. и с 1929 г. он находится во французском городе Курбевуа (12-bis, Rue Saint-Guillaume, Courbevoie), под Парижем (часть экспонатов утрачена, часть с конца 1930-х находится в бельгийском музее). Директор музея — Александр Павлович Бобриков, получивший в 2008 году за эту деятельность государственную награду Российской Федерации — медаль Пушкина.